# Dębki
Dębki (kaszb. Dãbeczi, niem. Dembeck) – osada w województwie pomorskim, w powiecie puckim, w gminie Krokowa, nad Morzem Bałtyckim. Jest to zamieszkana przez kilkuset stałych mieszkańców osada rybacka i nadmorska miejscowość letniskowa. W Dębkach stoi kilka XIX-wiecznych chałup rybackich. Dębki są popularnym miejscem turystycznym. Od zachodu plażę ogranicza ujście rzeki Piaśnicy.

## Położenie
Wieś leży na Wybrzeżu Słowińskim, u ujścia rzeki Piaśnicy, na obszarze Nadmorskiego Parku Krajobrazowego, na Kaszubach. Przy wschodniej części Dębek, fragment wybrzeża został objęty specjalnym obszarem ochrony siedlisk Widowo. Około 1,5 km na południowy wschód od Dębek wyznaczono rezerwat przyrody Piaśnickie Łąki. Około 5 km na zachód od Dębek znajduje się wzniesienie Białogóra. Najbliżej położoną wsią (ok. 4 km na południe) jest Odargowo.

## Historia
Pierwsza wzmianka o Dębkach pochodzi z 1277 kiedy to książę Mściwoj II darował je Norbertankom z Żukowa. W 1279 Dębki stanowiły uposażenie klasztoru żarnowieckiego. Historyczne położenie zabudowań Dębek znajdowało się u ujścia rzeki Piaśnicy. Od XVI do XVIII wieku osadę dzierżawiła rodzina Dembków, od której pochodzi nazwa miejscowości. Po I rozbiorze Polski majątki duchowne, a więc i Dębki przeszły na własność skarbu pruskiego. W XIX wieku w wyniku akcji uwłaszczeniowej osada przeszła w posiadanie rodzin rybackich.
Po odzyskaniu niepodległości, po 1920 znaczną część miejscowości wykupiono na działki letniskowe. Modna stała się zwłaszcza w Wielkopolsce. W okresie międzywojennym granica polsko-niemiecka biegła po zachodniej stronie rzeki Piaśnicy a ściślej jej zachodnim równoległym ramieniem Starą Piaśnicą (niem. Alter Piasnitz Bach). W Dębkach znajdował się posterunek straży granicznej. Osada była wtedy najdalej na zachód położoną miejscowością polskiego wybrzeża. W 1921 roku mieszkało w Dębkach 8 rybaków. Zarejestrowane były 4 łodzie wiosło-żaglowe. W latach 1934–1935 zbudowano drewniany kościół. W okresie międzywojennym wybudowano także z funduszy rządowych piętrową szkołę podstawową z mieszkaniem dla nauczyciela. Przed 1939 w Dębkach miały miejsce obozy harcerskie. Po wojnie Dębki zaczęły rozwijać się turystycznie w latach 1950 i 60. Dynamiczny rozwój osady jako miejscowości letniskowej nastąpił pod koniec XX wieku.
W latach 1975–1998 miejscowość należała do województwa gdańskiego.
W 2002 Dębki były miejscem zdjęć do filmu Dzień świra w reżyserii Marka Koterskiego.
W 2008 została ustanowiona rybacka przystań morska (pas plaży).

## Zabytki
- Kaplica Księży Zmartwychwstańców pw. Matki Boskiej Częstochowskiej przy ul. Spacerowej 81[13]. Drewnianą świątynię ze skrzydłem mieszkalnym zbudowano w latach 1934–1935 z inicjatywy prof. Adama Wrzoska i księży Zmartwychwstańców z Poznania. Budowla według projektu arch. T. Hornunga konstrukcji zrębowej, na planie litery T z czterosłupowym podcieniem od frontu. Autorami wystroju wnętrza byli kaszubscy artyści rzeźbiarze Teodor Pliński z Wiela i Franciszek Menczykowski[10][5].
- Chata rybacka przy ul. Spacerowej 66, z końca XVIII, obecnie dom letniskowy[13]
- Budynek mieszkalny przy ul. Spacerowej 8, z początku XX wieku[14]

## Turystyka
Szlaki piesze
- Szlak Nadmorski Bałtycki (E9): Żarnowiec – Dębki – Białogóra – Szklana Huta – Lubiatowo – Latarnia Morska Stilo – Osetnik – Nowęcin – Łeba[15]

Szlaki rowerowe
- Białogóra – Dębki – Karwia

Szlaki konne
- Wejherowo – Lubocino – Żarnowiec – Dębki – Karwia – Ostrowo – Jastrzębia Góra – Mechowo – Wejherowo

## Związani z Dębkami
- Adam Wrzosek – prof. historii medycyny, lekarz patolog, antropolog. W 1923 nabył chatę kaszubską z zabudowaniami gospodarczymi w Dębkach i zorganizował w niej kaszubskie muzeum etnograficzne. Gromadzono w nim sprzęty, narzędzia i elementy kaszubskiej sztuki ludowej i było to jedno z największych muzeów na Kaszubach. W 1935 po przebudowie chata uzyskała charakter dworku. Większość eksponatów w czasie II wojny światowej została zniszczona lub zaginęła. W 2001 zabudowania przekazano Caritas Poznań na cele charytatywno-wypoczynkowe[16][17].
- Bronisław Niklewski – prof. fizjologii roślin. Przyczynił się do utworzenia w 1959 rezerwatu Piaśnickie Łąki[7][18].

## Inne
- 27 września 1785 w pobliżu Dębek zatonął brytyjski statek handlowy General Carleton.
- Zrekonstruowany słup graniczny nr 1, tzw. „kamień wersalski” został ustawiony na drodze Dębki – Białogóra przy mostku na Piaśnicy, jednakże nie stoi on na dawnej granicy polsko-niemieckiej tylko ok. 150 metrów bliżej rzeki[8][19].
- W Dębkach zorganizowano letnie kąpielisko morskie przy wejściu nr 19, obejmujące 100 m linii brzegowej. W 2013 sezon kąpielowy wyznaczono na okres od 1 lipca do 31 sierpnia[20].

## Galeria

Ujście Piaśnicy do Bałtyku
Plaża w Dębkach
Piaśnica w Dębkach
Zrekonstruowany słup graniczny
Widok z przystani rybackiej
Dawny dworek prof. Wrzoska
Nowa zabudowa mieszkalna
Chata rybacka
Kaplica na Łąkach Dębkowskich
Kaplica Księży Zmartwychwstańców
Figura przy kaplicy
Dom zakonny